# Шестая песнь (Рай)

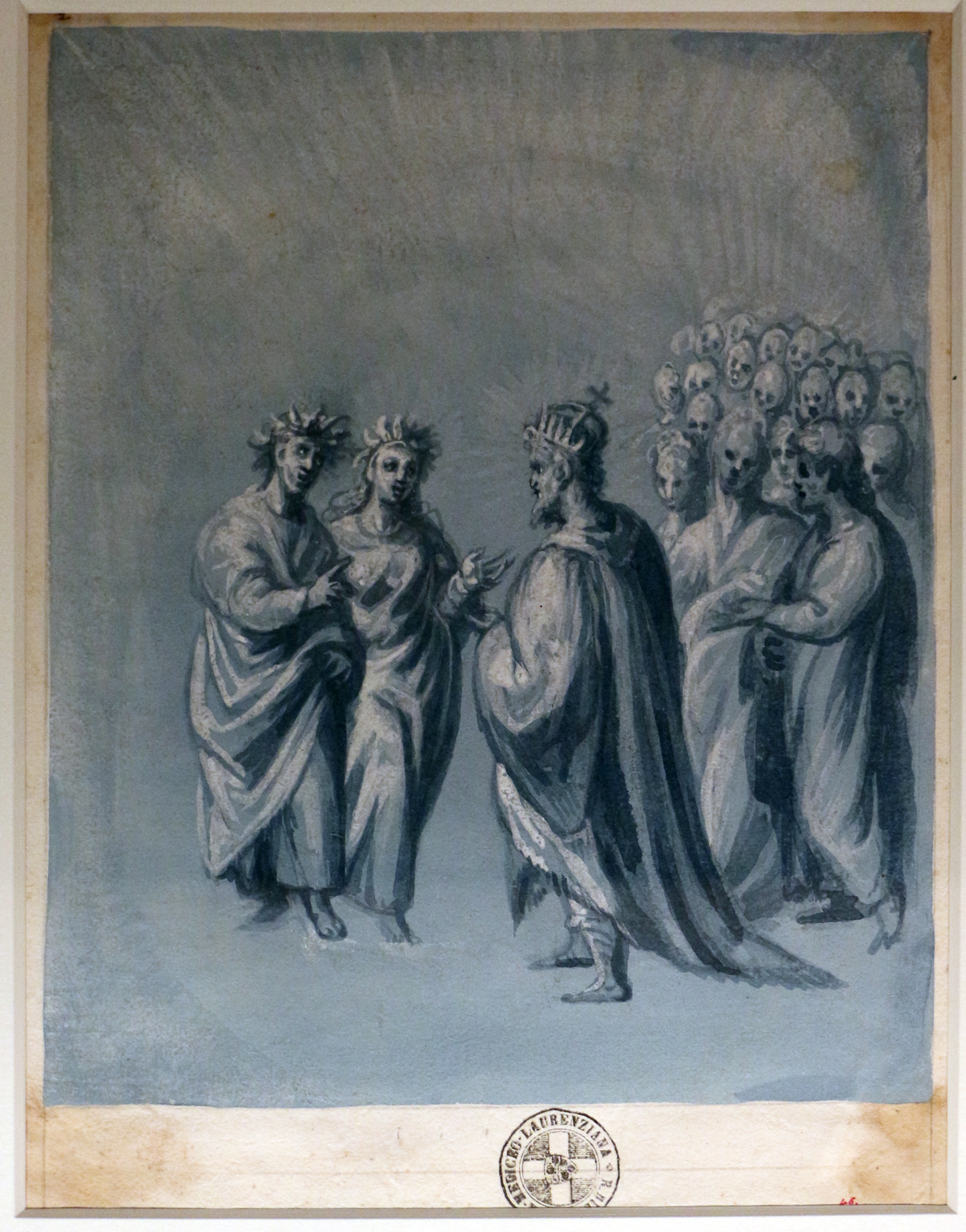
Данте и Беатриче на небе Меркурия встречают императора Юстиниана

Шестая песнь «Рая» — одна из частей «Божественной комедии» Данте Алигьери. В ней Данте, продолжая восхождение по небесным сферам, оказывается на Меркурии — уровне, предназначенном для душ, стремившихся к славе и добродетелям при жизни. Здесь поэт встречает византийского императора VI века Юстиниана, чья речь составляет основное содержание песни. Монолог Юстиниана, занимающий всю шестую песнь, — уникальный случай в «Комедии».
Юстиниан, известный кодификацией римского права, излагает историю Римской империи как воплощение божественного замысла. Он подчёркивает, что империя была создана не человеческой волей, но волей Провидения, чтобы объединить человечество под властью закона. Центральным символом выступает орёл — эмблема имперской власти, олицетворяющий справедливость и божественную миссию Рима. Юстиниан вспоминает ключевые моменты истории: от Цезаря до Карла Великого, акцентируя роль императоров как «слуг Божьих». Песнь отражает политические взгляды Данте, выраженные в трактате «Монархия». Поэт, переживший изгнание из Флоренции, видел в сильной империи гаранта мира и справедливости, противопоставляя её раздорам итальянских городов-государств и коррупции Церкви.

## Общая характеристика
Как отмечает итальянский филолог Саверио Белломо, шестая песнь «Рая», несмотря на обширную изученность, содержит малоисследованные аспекты. К числу особенностей песни Белломо относит то обстоятельство, что её автономия в структуре «Комедии» подчёркнута самим Данте через отсылку в пятой песни: «Как будет в следующей песни спето». Термин «canto» в значении отдельной смысловой единицы используется редко, что усиливает значимость подобного выделения. Особенность шестой песни — минимальная зависимость от контекста, что редко для «Комедии», где части часто взаимосвязаны. Данте акцентирует самостоятельность монолога Юстиниана, посвящённого истории Рима и идее гармонии власти. Исследователи отмечают, что политико-религиозная концепция песни, хотя и детально проанализированная, остаётся ключевой для понимания авторского замысла, не требуя новых интерпретаций в устоявшихся аспектах.
Шестые песни всех трёх кантик «Божественной комедии» посвящены политической тематике, что связано с символикой числа шесть, ассоциирующегося с совершенством и порядком, гармонией божественного мироустройства. О том, что число 6 является совершенным писал Исидор Севильский в своих «Этимологиях». Для Данте империя, управляемая единым монархом, воплощает аналогичный порядок на земле. В шестой песни «Рая» монолог Юстиниана раскрывает идею империи как божественного инструмента, где орёл символизирует неизменность провиденциальной миссии Рима. Шестые песни «Ада», темой которой являются политические распри, и «Чистилища», посвящённые критике междоусобиц, образуют триаду, подчёркивающую необходимость централизованной власти. Число шесть служит метафорой идеального государственного устройства, противопоставленного хаосу современной Данте Италии. По наблюдению Арриго Сольми, на число шесть указывает также введённый в первой песни «Ада» образ Veltro (Пса, в переводе Михаила Лозинского), в имени которого шесть букв. Ещё одной отсылкой к числу шесть является описанный Данте в «Пире» и «Монархии» поединок Горациев и Куриациев (по трое с каждой стороны) — выживший Гораций принёс победу Риму.

## Сюжет
В шестой песне император Юстиниан I, правивший в 527—565 годах, представший перед Данте на сфере Меркурия, начинает с рассказа о своём обращении от монофизитской ереси под влиянием папы Агапита I (535—536): «Но Агапит… / Мне свой урок преподал благодатный / В той вере, что единственно права». После этого он передал военные кампании полководцу Велизарию («Оружье Велисарию вверяя… / От ратных дел меня освобождая»), а сам сосредотачивается на кодификации римского права, ставшей его главным наследием. Далее Юстиниан подробно излагает историю римского орла — символа имперской власти, берущего начало от Энея. Орёл три века пребывал в Альба-Лонге, основанной сыном Энея Асканием, затем был перенесён Ромулом в Рим, где оставался при семи царях, включая Тарквиния Гордого, чьё изгнание после насилия над Лукрецией привело к установлению республики. Под республиканским орлом Рим одержал победы над галлами под предводительством Бренна, греками во главе с Пирром и карфагенянами Ганнибала. Расцвет империи связан с Юлием Цезарем: его кампании против Помпея в Фарсале, разгром сыновей Помпея в Испании, победы над Юбой и Птолемеем в Египте, символическое возвращение в Трою («Антандр и Симоэнт, где встарь гнездился, / Увидел вновь, и Гекторов курган»). При Августе орёл установил мир «до Красного моря», но главная роль Рима, по Юстиниану, — участие в божественном плане: Распятие Христа при Тиберии («Живая Правда… / Исполнить мщенье гнева своего») и разрушение Иерусалима при Тите как возмездие за грехи.
Юстиниан, завершив рассказ о древней истории римского орла, обращается к событиям VIII века, опустив семь столетий, включая собственное правление. Он акцентирует роль Карла Великого, защитившего Церковь от лангобардов: «под его крылами / Великий Карл, разя, её укрыл», тем самым связывая Священную Римскую империю с сакральной миссией античного Рима. Император осуждает современных ему гибеллинов (сторонников имперской власти), присвоивших орла как свой символ, и гвельфов (сторонников папства), противопоставивших ему «жёлтые лилии»: «Тот — всенародный стяг втоптал во прах / Для жёлтых лилий». Гибеллины, по его мнению, лишены справедливости — неотъемлемой части имперской идеи, а Карл II Анжуйский ошибочно полагает, что может низвергнуть «стяг орла». Отвечая на второй вопрос Данте о причине пребывания в сфере Меркурия, Юстиниан поясняет, что здесь собраны души, чьи деяния были движимы не только любовью к Богу, но и жаждой славы. Их блаженство меньше, чем в высших сферах, но всё вписывается в божественную гармонию: «Различьем звуков гармоничен хор». Особо упомянут Ромео ди Вилланова, сенешаля Раймонда Беренгера IV, графа Прованса в 1209—1245 годах. Несмотря на организацию браков четырёх дочерей графа, он был ложно обвинён в коррупции придворными: «Рамондо Берингьер четыре царства / Дал дочерям; а ведал этим всем / Ромео, скромный странник, враг коварства». Изгнанный и нищий, Ромео скитался, «прося на пропитанье», но его истинная добродетель, по Юстиниану, заслуживает большей славы: «Его хваля, он громче бы хвалил!».
В завершение шестой песни Юстиниан исполняет гимн «Осанна, sanctus Deus sabaoth», прославляющий «счастливые огни» душ Меркурия, чьи деяния были связаны с воинской доблестью и стремлением к славе: «Superillustrans claritate tua / Felices ignes horum malacoth!». Его душа, сливаясь с другими в танце, рассыпается «как стаю мчащихся огней», после чего Данте, охваченный сомнениями, обращается к Беатриче. Его смущает парадокс: как «праведная месть» (распятие Христа) могла быть «отомщена справедливо» (разрушение Иерусалима при Тите). Беатриче, читая его мысли, объясняет, что Распятие — не месть, а акт высшей справедливости, искупивший первородный грех: «Кара на кресте, / Свершаясь над природой восприятой, / Была превыше всех по правоте». Человечество, павшее из-за греха Адама, не могло спастись самостоятельно: «Сам человек достойным воздаяньем / Спасти себя не мог». Поэтому Бог воплотился в Христе, соединив божественную природу с человеческой: «Господня благость… / Величественней не было деянья». Разрушение Иерусалима — следствие отвержения Божественного Закона, а не просто возмездие.

## Темы и символы

### Астрологические мотивы: Меркурий
В системе Данте сфера Меркурия соотносится с активной жизнью, противопоставляясь Луне, символизирующей недостатки созерцательного начала. Юстиниан определяет обитателей Меркурия как духов, чья деятельность мотивировалась стремлением к славе и земным почестям: «…эта малая звезда — приют / Тех душ, которые, стяжать желая / Хвалу и честь, несли усердный труд». Данная характеристика согласуется со средневековыми астрологическими трактовками Меркурия, где планета связывалась с амбициями, славой и трудовой деятельностью. Альбумасар и Майкл Скот подчёркивали, что меркурианский тип стремится к признанию, включая даже дурную славу, однако тяготеет к чести как основе социального статуса. Согласно Алькабитию и Скоту, Меркурий также олицетворяет труд и изобретательность, что отражается в активной природе душ данной сферы. Данте акцентирует противоречие между их усердием и мотивацией: деятельность, направленная на достижение земной славы, трактуется как недостаток, хотя и менее пагубный, чем пассивность лунных душ. Астрологические источники, особенно труды Скота, послужили основой для изображения меркурианского идеала, где жажда признания сочетается с прагматизмом и стремлением к полезным деяниям.
В шестой песне «Рая» Данте, следуя астрологической традиции, противопоставляет мужские персонажи сферы Меркурия женским образам Луны. Если Луна олицетворяла пассивное созерцание, то Меркурий, вопреки изначальной андрогинности планеты, к XIV веку воспринимался как мужской символ, что отразилось в трудах Майкла Скота и Робертуса Англикуса. Юстиниан и Ромео ди Вилланова представлены как носители меркурианских качеств — активности и стремления к славе. Структурно их истории перекликаются: как в сфере Луны Пилигрим беседует с одной из душ, упоминая вторую, так и здесь Юстиниан повествует о Ромео, подчёркивая общие астрологические черты. Юстиниан, несмотря на коллективный труд юристов при создании свода законов, акцентирует личную роль: «Я, Первою Любовью вдохновлённый, / В законах всякий устранил изъян», демонстрируя тщеславие. Ромео, даже в изгнании сохранивший активность, воплощает меркурианский идеал труда ради чести, избегая пассивности, свойственной сатурнианским или лунным типам. Данте через параллелизм структуры подчёркивает, что оба персонажа, несмотря на внешние различия, руководствовались амбициями, типичными для сферы Меркурия.

### Юстиниан I и римская история

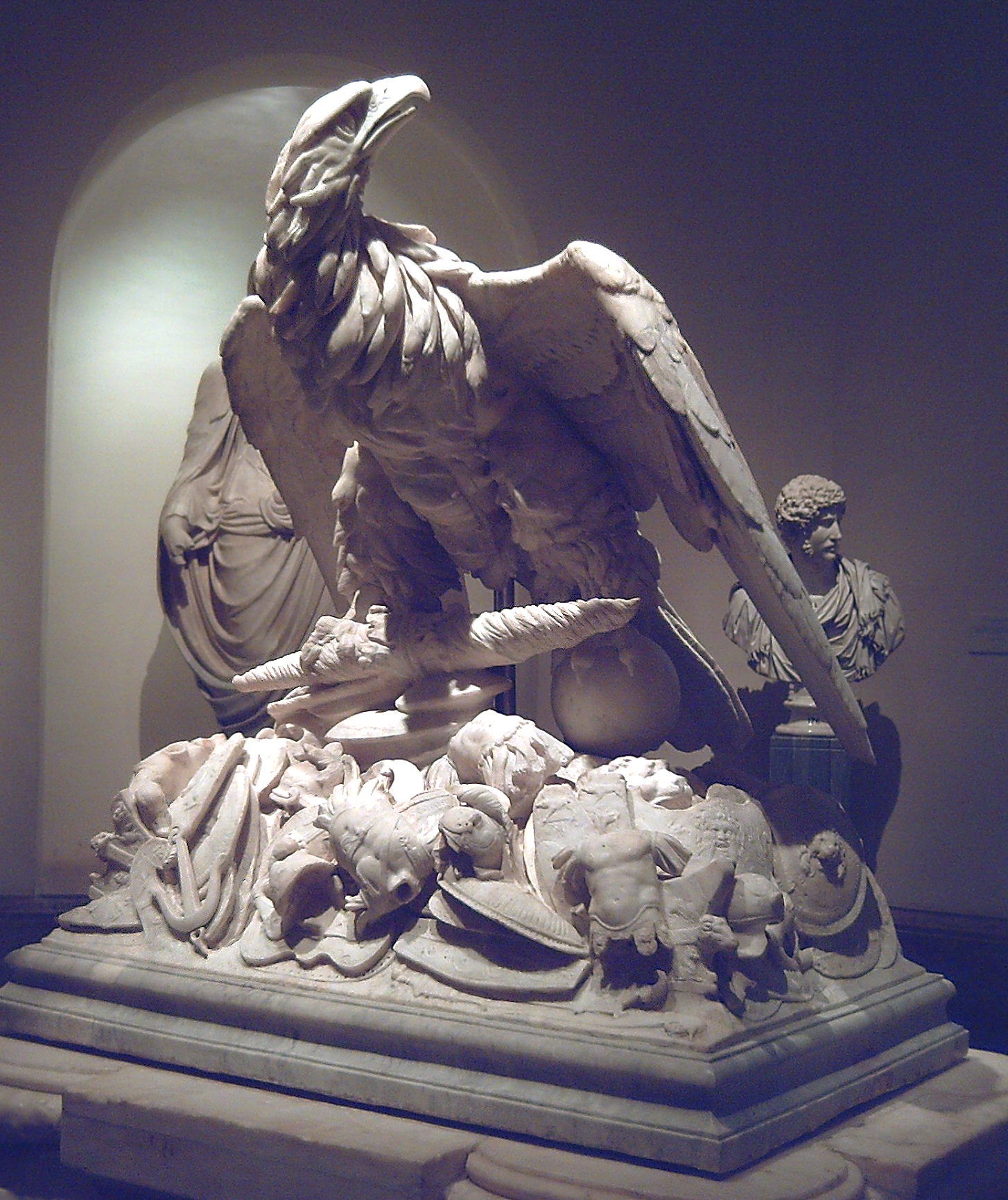
Римский орёл

Образ Юстиниана I в средневековой Европе не был однозначно положительным, но некоторые из его достижений заслужили широкое признание. Готфрид Витербоский в XII веке восхвалял его за кодификацию римского права («Corpus iuris civilis»), христианскую веру и военные победы, игнорируя конфликты с папством. Этот позитивный взгляд, отражённый в «Пантеоне» Годфрида, повлиял на Данте, изобразившего императора в «Божественной комедии» как носителя божественной миссии. Политическая теория Данте, изложенная в трактате «О монархии» (1313—1318), утверждает необходимость универсальной империи для достижения земного блага через «моральные и интеллектуальные добродетели». Император, чья власть исходит напрямую от Бога, и папа, ведущий к вечному спасению, — «два великих светила» (лат. duo luminaria magn), олицетворяющие гармонию светской и духовной власти. Для Данте, сосредоточенного на идее универсальной Римской империи, фигура Юстиниана стала исключением среди восточных правителей. Его легитимность объяснялась периодом правления: между эпохой Константина Великого, чьё «великое заблуждение» (перенос столицы в Константинополь) ослабило Запад, и коронацией Карла Великого в 800 году. Юстиниан, восстановивший контроль над Италией и Африкой через полководца Велизария, воплощал идеал правителя, сочетающего военную мощь с гражданским управлением. Ключевым условием стало его обращение от монофизитства к халкидонитской вере под влиянием папы Агапита I. Это согласие с церковью, без упоминания конфликтов с папами Сильверием или Вигилием, соответствовало дантовой теории «двух светил». Юстиниан, называющий себя «Цезарем» на земле, но лишь «Юстинианом» в Раю, подчёркивает, что перенос столицы в 330 году совершён «противу звёзд». Это противоречило воле Провидения, направлявшего орла на запад — к Риму, основанному Энеем («тем, кто взял Лавину»), ставшему центром христианства.

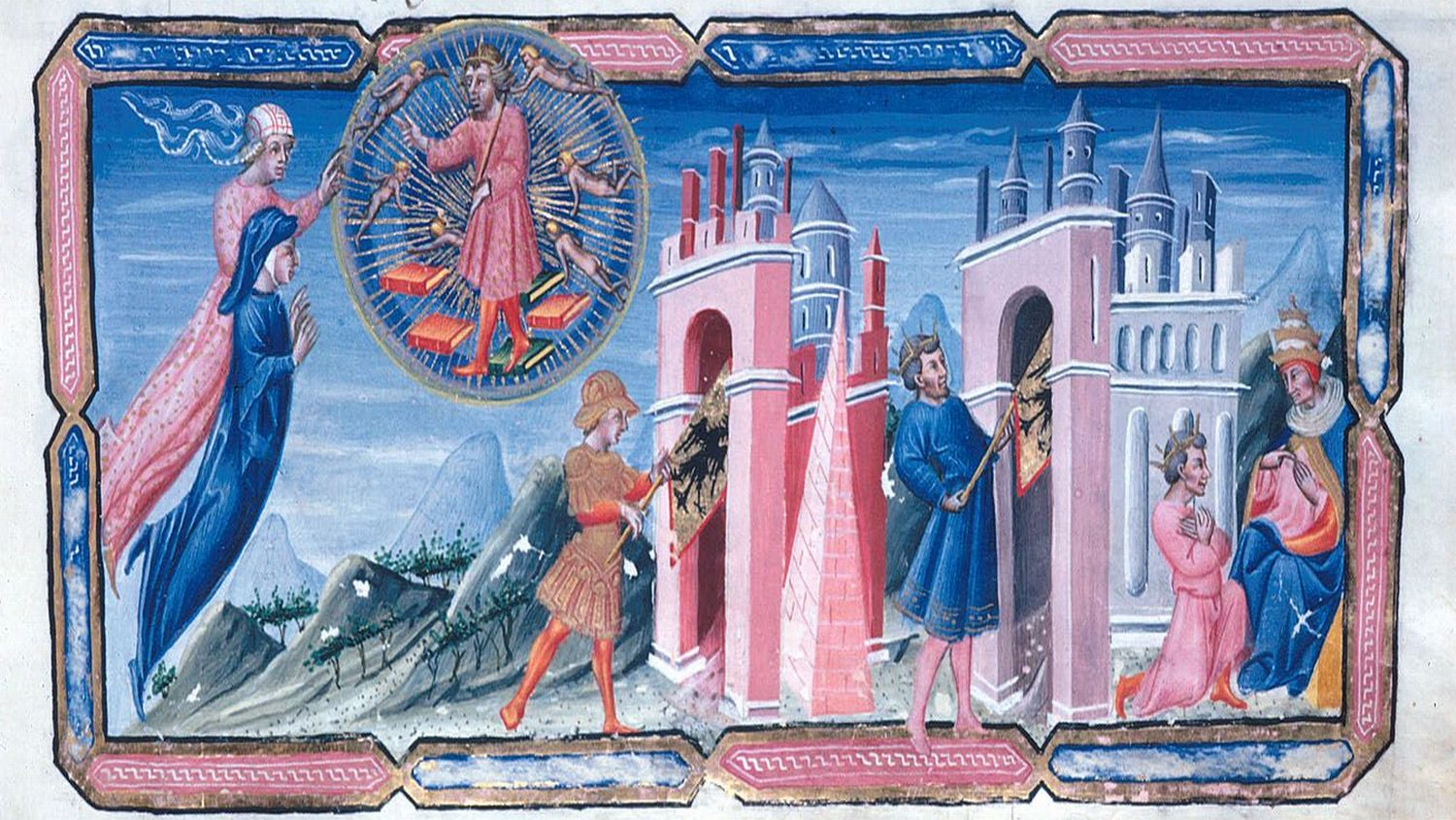
Джованни ди Паоло, Юстиниан повествует об истории Римской империи

Выбор Юстиниана как рассказчика связан с его ролью в восстановлении имперского присутствия в Равенне и кодификации права, упомянутой в шестой песне «Чистилища» как «узда» для «дикого коня» Италии. В «Раю» его монолог противопоставлен обличению современной Данте Италии из «Чистилища»: если ранее поэт критиковал междоусобицы из-за отсутствия императора, то здесь Юстиниан раскрывает провиденциальную историю Рима, где даже кризисы — часть божественного плана. Связь песен подчёркивает идею империи как инструмента порядка, утраченного в эпоху Данте. Автор подчёркивает, что право для императора — выражение божественной воли, «Живая Правда… / Исполнить мщенье гнева своего». Данте, следуя традиции Годфрида Витербоского, связывает имя Юстиниана с латинским «ius» (закон), акцентируя его роль в упорядочении законодательства. В конституциях «Haec» и «Summa» император утверждает, что законы и оружие равно важны для государства, что отражает идею гармонии силы и права. Для Данте юридическая деятельность Юстиниана становится высшим проявлением любви к справедливости, заместившей даже привязанность к Феодоре («Первая Любовь» в интерпретации Михаила Лозинского).
Монолог Юстиниана выделяет четыре этапа божественного плана, воплощённого в образе римского орла. Первый связан с Паллантом, сыном Эвандра, союзника Энея, чья гибель в войне с Турном символизирует жертвенность римских героев как «христианских мучеников» дохристианской эпохи. Второй этап — правление Юлия Цезаря, чьи завоевания установили имперский порядок. Третий этап — эпоха Августа, при котором «Янов храм был заперт повсечасно», ознаменовав всеобщий мир как условие для прихода Христа. Распятие при Тиберии, согласно Юстиниану, стало искуплением первородного греха. Четвёртый этап — разрушение Иерусалима Титом в 70 году, представленное как справедливая месть за смерть Христа. Данте подчёркивает, что римская власть, даже в актах насилия, служила орудием Провидения. Упоминание Брута и Кассия, в аду во рту Сатаны, ассоциирует убийц Цезаря с предателями божественного замысла, где даже предательство становится частью исторической необходимости. В седьмой песни Беатриче раскрывает двойственную природу Христа, подчёркивая, что Распятие — акт искупления, а не мести, а разрушение Иерусалима — следствие отвержения божественного закона.
Юстиниан завершает историю римского орла упоминанием Карла Великого, который в 773 году защитил Рим от лангобардов, а в 800-м стал императором. Данте видит в нём идеал правителя, объединившего империю и Церковь под знаком орла: «Великий Карл, разя, её укрыл». Однако современные правители, по мнению Юстиниана, искажают замысел: Карл II Анжуйский («новый Карл»), лидер гвельфов, пытается «сорвать стяг» империи, заменив орла «жёлтыми лилиями», а гибеллины, присвоившие символ, забыли о справедливости — основе римского права. Души сферы Меркурия, включая Юстиниана, при жизни стремились к славе, что уменьшило их «вместимость для блаженства». Однако, подобно нарушившим обеты в сфере Луны, они довольны своим положением, внося вклад в «гармонию небесных сфер». Их удовлетворённость подчёркивает идею божественного порядка, где даже несовершенные мотивы становятся частью всеобщего равновесия.

### Ромео ди Вилланова
Введение образа Ромео ди Вилланова, сенешаля Прованса, служит для оправдания Юстиниана. Согласно средневековой легенде, Ромео, ложно обвинённый придворными, покинул двор и окончил дни в нищете. Параллель с судьбой полководца Велизария, известного через популярную средневековую легенду, оклеветанного при Юстиниане, позволяет Данте «очистить» образ императора от негативных ассоциаций, распространённых в итальянской культуре. Через историю Ромео подчёркивается тема небесного воздаяния за земные несправедливости, усиливая идеал гармонии власти и закона.
Паре император Юстиниан и простолюдин Ромео симметричны императрица Констанция и Пиккарда Донати из песни третьей. Ромео изображён как странник, несправедливо обвинённый придворными в коррупции и вынужденный скитаться в нищете: «…кус прося на пропитанье». Его судьба перекликается с участью Пьера делла Винья из тринадцатой песни «Ада», но в отличие от последнего, Ромео не впал в отчаяние, что позволило ему обрести место в Раю. Данте проводит параллель с собственной судьбой: изгнание из Флоренции по ложным обвинениям делает его «странствующей душой», чьи принципы соответствуют высказанным в начале шестой песни идеалам Юстиниана.

## Язык и стиль
Шестая песнь обсуждается в связи с вопросом о влиянии на Данте античных авторов, в частности с лирикой Горация. Большинство исследователей XX века считали, что поэт не читал «Оды» и «Эподы», однако современные филологи допускают непрямое знакомство через античных грамматиков или средневековые флорилегии. Одним из возможных примеров влияния называют описание смерти Клеопатры в шестой песне «Рая»: «Дух Клеопатры… / Чтоб смерть ей дал змеиный чёрный яд». Прилагательное «чёрный» (лат. atra) перекликается с горациевым «ut atrum… venenum» («чтобы впитать чёрный яд»). Ранние комментаторы отмечали лексическое сходство, но позже, с утверждением гипотезы о знакомстве Данте только с «Ars Poetica», идея была отвергнута. Современные исследователи выявляют иные параллели помимо словарных. Хотя прямых доказательств знакомства Данте с одой Горация нет, совпадение мотивов (добровольная смерть, образ змеи) и стилистические нюансы позволяют предположить опосредованное влияние через традицию.
Шестая песнь содержит стилистический диссонанс: лексика, характерная для «Ада», проникает в описание Рая. Юстиниан упоминает Брута и Кассия, которые «лают в аду»), используя глагол итал. latrare, ранее применявшийся только в первой кантике. Прилагательное atra («чёрная») в описании смерти Клеопатры (la morte prese subitana e atra) также ассоциируется с инфернальной образностью, повторяясь в рифмах, типичных для «Ада». Эти стилистические выборы, несмотря на обилие латинизмов в речи Юстиниана, создают резкий контраст с небесным контекстом. Второе противоречие касается характеристики Брута. В «Аде» (песнь XXXIV) он «не издаёт ни звука» (non fa motto), что трактуется как часть наказания. Однако в шестой песне «Рая» Брут и Кассий «лают», что нарушает установленную ранее характеристику. Данное расхождение остаётся неразрешённым, подчёркивая сложность согласования образов разных кантик. Исследователи предлагают различные интерпретации, но противоречие сохраняется, ставя вопрос о авторском замысле в изображении исторических фигур. Слово atro редко встречается в итальянской литературе до Данте. Единственное известное употребление до него — в переводе на вульгарную латынь «Деяний римлян»: «atra punta» («чёрное остриё»). В переводе «Энеиды» Чамполо ди Мео Угурьери (конец XIII века) термин появляется лишь в контекстах, близких к оригиналу Вергилия, подтверждая его связь с классической традицией. Данте использовал atro в «Комедии» и канцоне «Così nel mio parlar», причём всегда в рифме и с инфернальной коннотацией. Это слово, отсутствующее в повседневном лексиконе поэта, применялось для усиления драматизма, особенно в описании смерти Клеопатры.